# 8-й стрілецький корпус (2-го формування)
8-й Естонський стрілецький корпус (8 ск) — загальновійськове оперативно-тактичне з'єднання (стрілецький корпус) РСЧА СРСР під час Німецько-радянської війни.
Сформовано 25 серпня 1942 року за пропозицією партійних та державних органів Естонської РСР як національне формування, на базі 7-ї та 249-ї естонських стрілецьких дивізій.
Особистий склад корпусу був укомплектований колишніми офіцерами естонської армії, жителями Естонської РСР, а також естонцями, які проживали в СРСР до 1940 року, радянськими партійними працівниками, які евакуювалися на початку війни вглиб Радянського Союзу і службовцями винищувальних батальйонів, сформованих улітку 1941 року з добровольців-мешканців Естонії. У складі корпусу близько 80 % становили етнічні естонці, 20 % — росіяни, українці, білоруси, євреї та ін.
Для передачі бойового досвіду до складу корпусу було включено 19-ту гвардійську стрілецьку дивізію (у травні 1943 року 8-му корпусу було передано 221-й танковий полк «За Радянську Естонію» (ест. "Nõukogude Eesti eest"), влітку 1944 — авіаційна ескадрилья (авіаескадрилья) «Тазуя» (ест. Tasuja) з 14-ти літаків У-2. Станом на 10 листопада 1942 року особовий склад 8-го Естонського стрілецького корпусу налічував 32 463 особи.

## Командування
- генерал-майор Лембіт Перн (з 25 серпня 1942 по 28 червня 1943);
- генерал-майор Яан Лукас (з 28 червня до 25 липня 1943 року), врід;
- генерал-лейтенант Лембіт Перн (з 25 липня 1943 — 17 вересня 1944 — по ?)[1]

## Бойовий шлях
У діючій армії у складі Калінінського, Ленінградського та 2-го Прибалтійського фронтів у різний час 916 днів. У безпосередньому зіткненні з противником з'єднання та частини корпусу цей час перебували протягом 344 днів.
Корпус вів наступальні бої протягом 123 днів, з них у Великолуцькій операції — 37 днів, у боях за окупацію Естонії (Нарвській, Талліннській і Моонзундській операціях) — 69 днів, у боях у Курляндії — 17 днів. У Нарвській та Талліннській операціях з'єднання та частини корпусу вступали в бої з військами естонської дивізії СС.
На 17 вересня 1944 входив до складу 2 УА.
Частини і з'єднання корпусу брали участь у взятті дев'яти міст: Великих Лук, Невеля, Новосокольников, Нарви, Калласте, Муствее, Таллінна, Хаапсалу, Курессааре, п'яти портів: Рохукюла, Віртсу, Куйвакона, Роома. Загалом корпусом взято до 4 100 населених пунктів.

## Нагороди
Одна дивізія, шість полків та один дивізіон корпусу стали орденоносними. П'ять разів на честь з'єднання та частин корпусу салютувала Москва. Корпус отримав почесне найменування «Талінський». Найбільшим визнанням заслуг корпусу був наказ Народного комісара (Наркому) оборони СРСР від 28 червня 1945 про перейменування його в 41-й гвардійський Естонський Таллінський стрілецький корпус.
Державними нагородами (орденами та медалями) нагороджено 20 042 бійці, сержанти, офіцери та генерали, серед яких кілька осіб удостоєно звання Героя Радянського Союзу.
Загалом у корпусі воювали 9 Героїв Радянського Союзу: А. Мері, Г. Гіндреус, А. Аллік, М. Матяшин, А. Репсон, І. Башманов, Я. Кундер, Л. Кульман та Е. Тяхе (згодом позбавлений звання).

## Склад
- 7-а Естонська стрілецька дивізія
- 249-а Естонська стрілецька дивізія
- 1-й Естонський окремий запасний стрілковий полк

## Відомі солдати та офіцери корпусу
- Карл Ару — генерал-майор артилерії, командувач артилерії корпусу.
- Раймонд Валґре — естонський композитор і музикант.
- Павло Боговський — вчений, онколог-патоморфолог.
- Георгій Желнін — вчений-геодезист.
- Пауль Куусберґ — естонський та радянський письменник.
- Уно Лахт (відомий також під псевдонімом Ону Таль) — естонський поет, прозаїк та публіцист.
- Михайло Макаров — доктор філософії, завідувач кафедри Тартуського університету .
- Арнольд Мері — помічник начальника політвідділу корпусу з комсомольської роботи, естонський державний та громадсько-політичний діяч.
- Август Пуста, Полковник, комісар корпусу[1].
- Гарді Тійдус — Естонський тележурналіст.
- Генріх Шульц — естонський працівник культури, організатор міжнародних фестивалів.

## 8-й Естонський стрілецький корпус у літературі та кінематографі
- Естонський письменник Пауль Куусберг написав роман «Два „я“ Енна Кальма», в якому розповідається про бойовий шлях бійців 3-го відділення 1-го взводу 7-ї роти 8-го Естонського стрілецького корпусу. Дія роману відбувається в період від Великолукської операції листопада 1942 — січня 1943 до нічного бою 8 жовтня 1944 біля села Техумарді, що був частиною Моонзундської десантної операція 1944 року. За мотивами роману 1968 року на кіностудії «Таллінфільм» було знято художній фільм «Люди в солдатських шинелях».
- Естонський письменник Юган Пеегель написав роман-фрагментарій «Я загинув у перше військове літо».
- «1944» — військова драма (кіностудія Taska Film, Естонія/Фінляндія).

## Онлайн-посилання
- Від Великих Лук до Курляндії
- Ми, Естонський стрілецький корпус… // «Молодь Естонії», 20.09.2002
- Заради правди та справедливості… // «Молодь Естонії», 28.09.2007
- Меморіальний парк Гай П'ятисот у Кінгісеппі, до якого входить Естонський цвинтар 8-го Естонського стрілецького корпусу